# Allée Claude-Mademba-Sy
L'allée Claude-Mademba-Sy est une allée du 14e arrondissement de Paris.

## Situation et accès
L'allée se situe dans le square Claude-Nicolas-Ledoux. L'entrée principale se fait par l'avenue du Colonel-Henri-Rol-Tanguy
L'allée est desservie à proximité par les lignes 4 et 6 à la station Denfert-Rochereau.

## Origine du nom
L'allée porte le nom du héros de la Seconde Guerre mondiale Claude Mademba Sy (1923-2014).

## Historique
À l'occasion du 75e anniversaire de la Libération de Paris,, le conseil du 14e arrondissement et le Conseil de Paris ont voté pour que l'allée, située dans ce lieu très symbolique, porte le nom de Claude Mademba Sy.

## Bâtiments remarquables et lieux de mémoire
- Le musée de la Libération de Paris - musée du Général Leclerc - musée Jean-Moulin (qui jouxte précisément l'allée Claude-Mademba-Sy)
- Les Catacombes de Paris
- Le Lion de Belfort
- Le cimetière du Montparnasse